# Óblast d'Omsk
L'óblast d'Omsk (en rus О́мская о́бласть, transliterat Ómskaia óblast) és un subjecte federal de Rússia. És un dels quaranta-set óblast que, juntament amb les vint-i-una repúbliques, nou krais, quatre districtes autònoms i dues ciutats federals, conformen els vuitanta-tres subjectes federals de Rússia. La seva capital és l'homònima Omsk. Està ubicat a Sibèria, limitant al nord-oest amb Tiumén, a l'est amb Tomsk i Novosibirsk, i al sud amb el Kazakhstan.
Té una àrea de 139.700 km² i una població de 2.079.220 persones (segons el cens rus de 2002), amb 1,1 milions de persones vivint a Omsk, el centre administratiu.